# Chiesa della Beata Maria Vergine del Rosario
La chiesa della Beata Maria Vergine del Rosario è una chiesa cattolica situata a Calceranica al Lago, in provincia di Trento; è sede parrocchiale e fa parte dell'arcidiocesi di Trento. 

## Storia

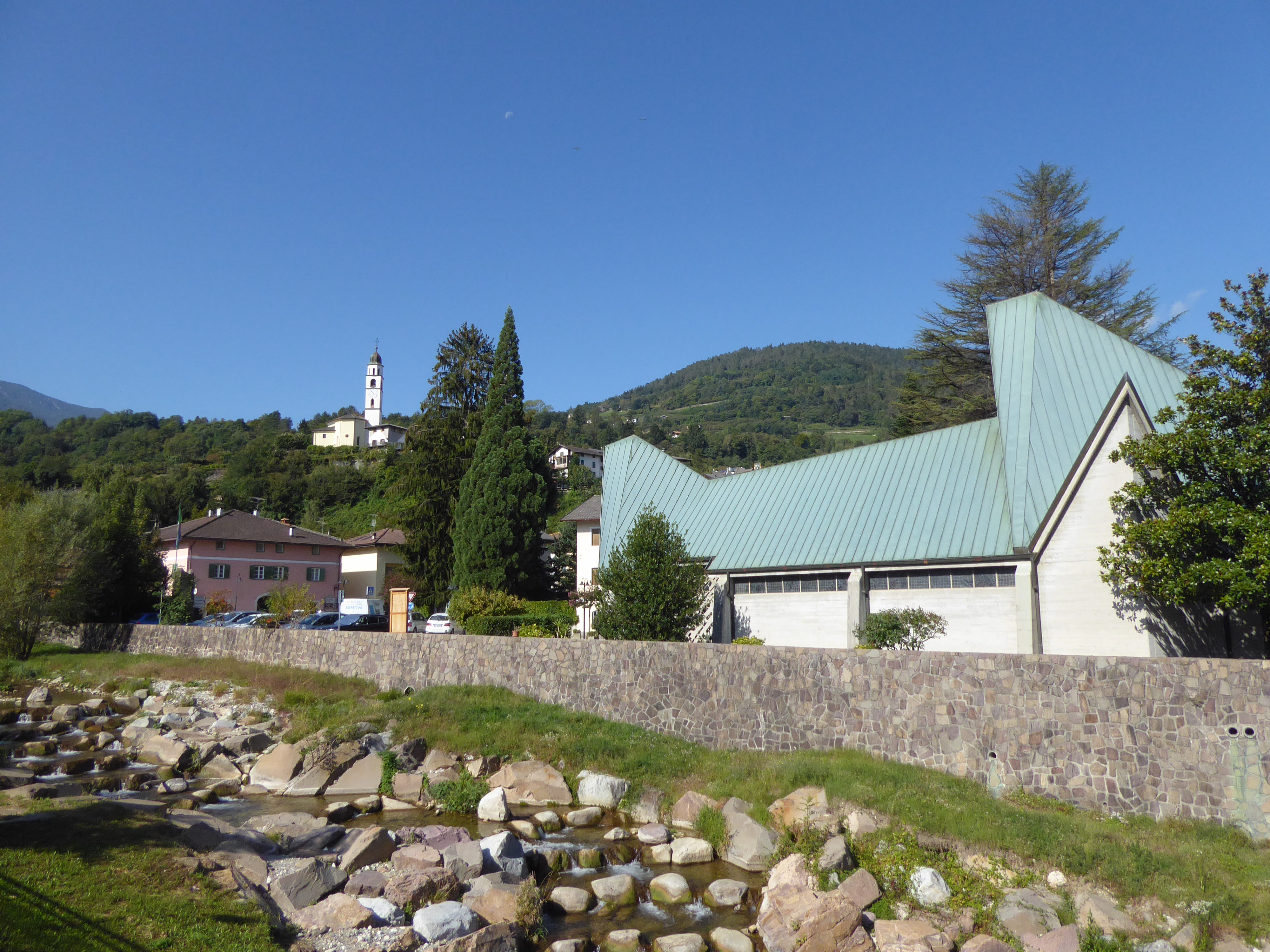
Vista sul fianco destro della parrocchiale, con il torrente Mandola in primo piano e la chiesa di Santa Maria Assunta sullo sfondo

Da tempo immemore, il paese di Calceranica disponeva dell'antica chiesa pievana di Santa Maria Assunta, posta in alto sul colle; negli anni sessanta, l'allora parroco don Quirino Campregher si fece promotore della costruzione di una nuova chiesa, nella parte bassa del paese, per facilitare la partecipazione della gente alle celebrazioni; il progetto per l'edificio venne affidato all'architetto Efrem Ferrari e la costruzione avvenne nel 1968-69, su un terreno che era stato donato alla parrocchia alcuni anni addietro dalla benefattrice Giuseppina Graziadei. 
La chiesa, che cominciò ad essere usata già dal 1970, venne consacrata il 18 novembre 1978; dalla costruzione è designata come nuova sede parrocchiale di Calceranica, anche se la parrocchia mantiene l'intitolazione della vecchia chiesa.

## Descrizione

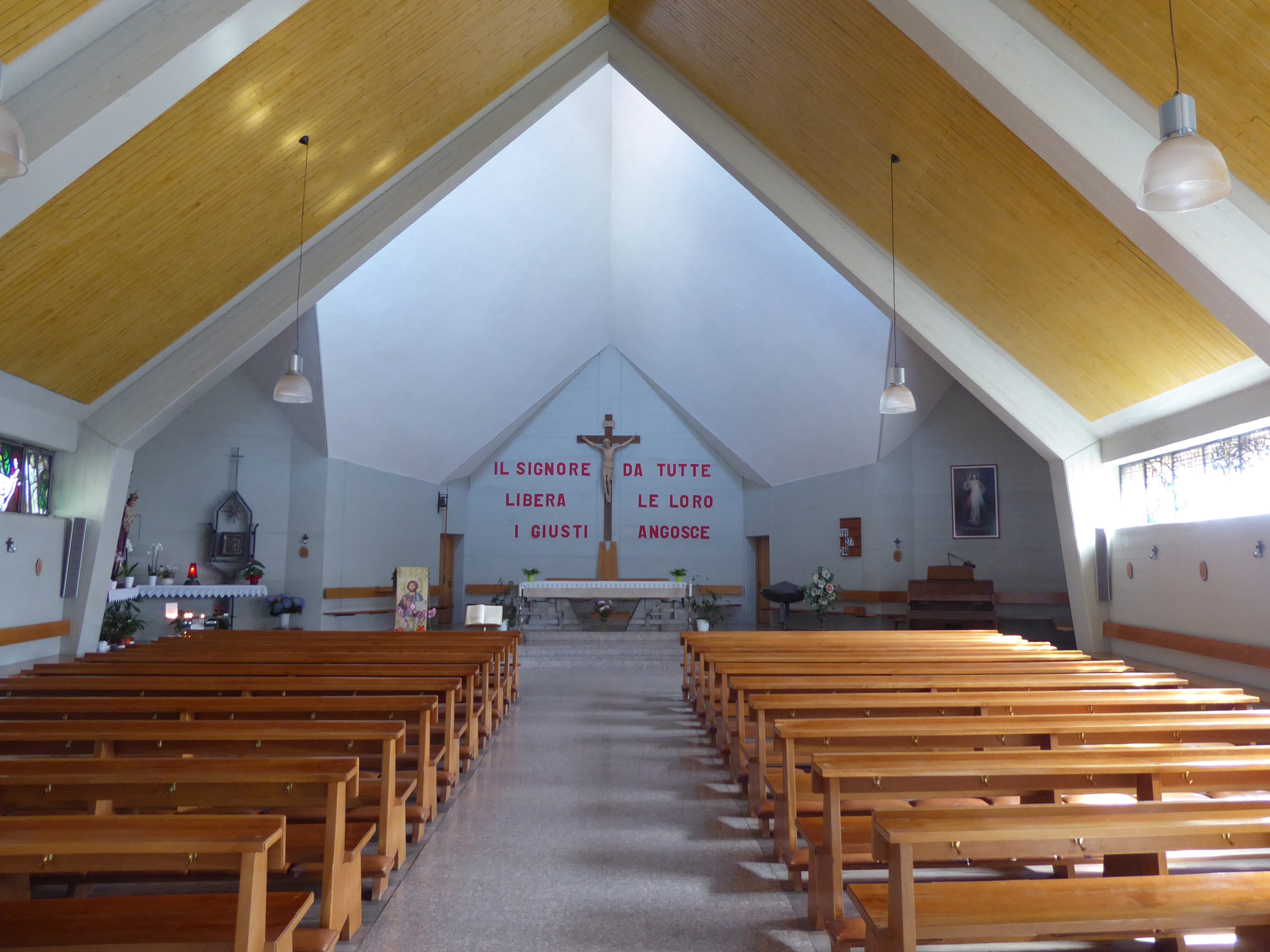
Interno

L'edificio, orientato verso nord-est, è a forma di tau, realizzato in cemento armato con coperture in lamiera di rame; sorge su uno spiazzo lungo il corso del torrente Mandola, nella parte bassa di Calceranica.

### Esterno
La facciata è formata da due setti murari obliqui, forati al centro da un'apertura a croce latina e terminanti in alto con una finestratura continua; l'insieme è ombreggiato da due spioventi molto ripidi e sporgenti, e nettamente rialzati rispetto al resto del tetto. L'ingresso alla chiesa avviene da un portico celato dietro la facciata, accessibile da due aperture a destra e a sinistra. Le fiancate, ad andamento irregolare, sono ritmate da contrafforti e percorse da una finestratura continua analoga a quella della facciata; un rialzamento, con spioventi e lucernario a imitazione della facciata, si eleva in corrispondenza del presbiterio. Nel complesso le coperture della chiesa assumono una forma che dovrebbe richiamare le vele di una nave o le falde di una tenda.

### Interno
L'interno, pavimentato con lastre in granito, comincia con un portico poligonale, fiancheggiato dai corpi delle penitenzierie; lo spazio principale è un'aula dalla forma trapezoidale, a navata unica, con ai lati coppie di pilastri rastremati verso il basso su cui poggiano le travi portanti del soffitto. Il presbiterio poligonale, rialzato di tre gradini. Il soffitto è rivestito in legno sulla navata, e intonacato e tinteggiato sul presbiterio.
L'arredo interno, realizzato già in conformità con le esigenze di adeguamento liturgico, comprende vari pezzi in ferro battuto (fonte battesimale, ambone, struttura del tabernacolo) e una via Crucis in vetro policromo.